# Serie A 2014-2015 (pallacanestro in carrozzina)
La Serie A FIPIC 2014-2015 è la 38ª edizione del massimo campionato italiano di pallacanestro in carrozzina.
Le squadre partecipanti sono 12 e contendono alla Unipol Briantea 84 Cantù il titolo. Alle 7 squadre che hanno partecipato alla serie A1 2013/2014 (non erano previste retrocessioni) si aggiungono 5 squadre provenienti dalla serie A2 2013/2014. È il primo campionato dopo l'unificazione della Serie A1 e della Serie A2 (categoria inferiore) in un'unica serie A.
Le 12 squadre sono divise in due gironi, A e B. Il girone A ospita squadre del Nord Italia, il girone B principalmente squadre del centro e sud Italia.

## Regolamento

### Formula
Le 12 squadre partecipanti disputano due gironi all'italiana, con partite d'andata e ritorno. Al termine della stagione regolare, le prime quattro classificate di ciascun girone sono ammesse ai play-off scudetto.
Le ultime due squadre dei gironi A e B accedono ai Play-out. Al termine dei Play out due squadre retrocederanno in Serie B.

## Stagione regolare

### Girone A

#### Classifica
|  |    | Classifica stagione regolare 2014-2015 | PT | G  | V  | P  | PF  | PS  | Dif  |
|  | -- | -------------------------------------- | -- | -- | -- | -- | --- | --- | ---- |
|  | 1. | Unipol Briantea 84 Cantù               | 20 | 10 | 10 | 0  | 850 | 435 | 415  |
|  | 2. | Cimberio HS Varese                     | 14 | 10 | 7  | 3  | 629 | 553 | 76   |
|  | 3. | Nord Est Castelvecchio                 | 12 | 10 | 6  | 4  | 565 | 620 | -55  |
|  | 4. | Padova Millennium Basket               | 8  | 10 | 4  | 6  | 593 | 677 | -84  |
|  | 5. | SBS Montello Bergamo                   | 6  | 10 | 3  | 7  | 521 | 658 | -137 |
|  | 6. | PDM Treviso                            | 0  | 10 | 0  | 10 | 532 | 747 | -215 |

#### Risultati
| Risultati                | BER   | CAN    | CAS   | PAD   | TRE   | VAR   |
| ------------------------ | ----- | ------ | ----- | ----- | ----- | ----- |
| SBS Montello Bergamo     |       | 44-100 | 54-66 | 58-60 | 75-57 | 45-55 |
| Unipol Briantea 84 Cantù | 94-22 |        | 96-43 | 81-42 | 90-47 | 67-58 |
| Nord Est Castelvecchio   | 42-56 | 43-68  |       | 81-60 | 57-51 | 49-75 |
| Padova Millennium Basket | 61-56 | 49-84  | 55-64 |       | 80-56 | 58-67 |
| PDM Treviso              | 53-61 | 32-95  | 62-71 | 63-79 |       | 60-74 |
| Cimberio HS Varese       | 70-50 | 55-75  | 43-49 | 67-49 | 65-51 |       |

#### Calendario
| Prima giornata |                        |          |  |
| 15-10-14       |                        | 13-12-14 |  |
| 55-75          | Varese - Cantù         | 58-67    |  |
| 75-57          | Bergamo - Treviso      | 61-53    |  |
| 55-64          | Padova - Castelvecchio | 60-81    |  |

| Quarta giornata |                       |          |
| 22-11-14        |                       | 24-01-15 |
| 45-55           | Bergamo - Varese      | 50-70    |
| 43-68           | Castelvecchio - Cantù | 43-96    |
| 80-56           | Padova - Treviso      | 79-63    |

| Seconda giornata |                         |          |  |
| 01-11-14         |                         | 10-01-15 |  |
| 42-56            | Castelvecchio - Bergamo | 66-54    |  |
| 60-74            | Treviso - Varese        | 51-65    |  |
| 81-42            | Cantù - Padova          | 84-49    |  |

| Quinta giornata |                         |          |
| 29-11-14        |                         | 31-01-15 |
| 62-71           | Treviso - Castelvecchio | 51-57    |
| 67-49           | Varese - Padova         | 67-58    |
| 94-22           | Cantù - Bergamo         | 100-44   |

| Terza giornata |                        |          |
| 15-11-14       |                        | 17-01-15 |
| 43-49          | Varese - Castelvecchio | 75-49    |
| 61-56          | Padova - Bergamo       | 60-58    |
| 90-47          | Cantù - Treviso        | 95-32    |

### Girone B

#### Classifica
|  |    | Classifica stagione regolare 2014-2015 | PT | G  | V  | P  | PF  | PS  | Dif  |
|  | -- | -------------------------------------- | -- | -- | -- | -- | --- | --- | ---- |
|  | 1. | SSD Santa Lucia Roma                   | 20 | 10 | 10 | 0  | 765 | 319 | 446  |
|  | 2. | Porto Torres Banco di Sardegna         | 14 | 10 | 7  | 3  | 664 | 509 | 155  |
|  | 3. | Polisportiva Amicacci Giulianova       | 12 | 10 | 6  | 4  | 597 | 502 | 95   |
|  | 4. | INAIL BIC Genova                       | 8  | 10 | 4  | 6  | 477 | 564 | -87  |
|  | 5. | Santo Stefano Banca Marche             | 6  | 10 | 3  | 7  | 446 | 516 | -70  |
|  | 6. | Crazy Ghosts INAIL Battipaglia         | 0  | 10 | 0  | 10 | 287 | 826 | -539 |

## Seconda fase

### Blocco 1

#### Classifica
|  |    | Classifica stagione regolare 2014-2015 | PT | G | V | P | PF  | PS  | Dif  |
|  | -- | -------------------------------------- | -- | - | - | - | --- | --- | ---- |
|  | 1. | Unipol Briantea 84 Cantù               | 4  | 2 | 2 | 0 | 190 | 62  | 128  |
|  | 2. | INAIL BIC Genova                       | 0  | 2 | 0 | 2 | 62  | 190 | -128 |

### Blocco 2

#### Classifica
|  |    | Classifica stagione regolare 2014-2015 | PT | G | V | P | PF  | PS  | Dif |
|  | -- | -------------------------------------- | -- | - | - | - | --- | --- | --- |
|  | 1. | SSD Santa Lucia Sport Roma             | 4  | 2 | 2 | 0 | 163 | 103 | 60  |
|  | 2. | Padova Millennium Basket               | 0  | 2 | 0 | 2 | 103 | 163 | -60 |

### Blocco 3

#### Classifica
|  |    | Classifica stagione regolare 2014-2015 | PT | G | V | P | PF  | PS  | Dif |
|  | -- | -------------------------------------- | -- | - | - | - | --- | --- | --- |
|  | 1. | Cimberio HS Varese                     | 4  | 2 | 2 | 0 | 113 | 87  | 26  |
|  | 2. | Polisportiva Amicacci Giulianova       | 0  | 2 | 0 | 2 | 87  | 113 | -26 |

### Blocco 4

#### Classifica
|  |    | Classifica stagione regolare 2014-2015 | PT | G | V | P | PF  | PS  | Dif |
|  | -- | -------------------------------------- | -- | - | - | - | --- | --- | --- |
|  | 1. | Porto Torres Banco di Sardegna         | 4  | 2 | 2 | 0 | 145 | 126 | 19  |
|  | 2. | Nord Est Castelvecchio                 | 0  | 2 | 0 | 2 | 126 | 145 | -19 |

## Play-off
Il Santa Lucia Sport Roma gioca con il fattore campo a favore nella serie finale perché vincitrice della Coppa Italia 2015.
Tabellone
|  | Semifinali | Semifinali        | Semifinali        | Semifinali | Semifinali |  |  | Finale | Finale            | Finale            | Finale | Finale |  |
|  |            |                   |                   |            |            |  |  |        |                   |                   |        |        |  |
|  | 1B         | Santa Lucia Roma  | Santa Lucia Roma  | 66         | 56         |  |  |        |                   |                   |        |        |  |
|  | 2A         | HS Varese         | HS Varese         | 44         | 38         |  |  | 1B     | Santa Lucia Roma  | Santa Lucia Roma  | 66     | 72     |  |
|  | 1A         | Briantea 84 Cantù | Briantea 84 Cantù | 98         | 76         |  |  | 1A     | Briantea 84 Cantù | Briantea 84 Cantù | 51     | 52     |  |
|  | 2B         | GSD Porto Torres  | GSD Porto Torres  | 58         | 49         |  |  |        |                   |                   |        |        |  |

## Play-out

### Blocco 1

#### Classifica
|  |    | Classifica stagione regolare 2014-2015 | PT | G | V | P | PF  | PS  | Dif |
|  | -- | -------------------------------------- | -- | - | - | - | --- | --- | --- |
|  | 1. | PDM Treviso                            | 4  | 2 | 2 | 0 | 104 | 98  | 6   |
|  | 2. | Santo Stefano Banca Marche             | 0  | 2 | 0 | 2 | 98  | 104 | -6  |

### Blocco 2

#### Classifica
|  |    | Classifica stagione regolare 2014-2015 | PT | G | V | P | PF  | PS  | Dif  |
|  | -- | -------------------------------------- | -- | - | - | - | --- | --- | ---- |
|  | 1. | SBS Montello Bergamo                   | 4  | 2 | 2 | 0 | 162 | 49  | 113  |
|  | 2. | Crazy Ghosts INAIL Battipaglia         | 0  | 2 | 0 | 2 | 49  | 106 | -113 |

## Verdetti
- Campione d'Italia:  SSD Santa Lucia Sport Roma
- Retrocessioni in B: Santo Stefano Sport Banca Marche (poi ripescato) e Crazy Ghosts INAIL Battipaglia
- All'inizio della stagione 2015-2016 le società INAIL BIC Genova, Nord Est Castelvecchio e PDM Treviso non si sono iscritte al nuovo campionato, così il Santo Stefano Banca Marche ha esercitato l'opzione di essere ripescato.